# Ahmed Hussein-Suale
Ahmed Hussein-Suale, né le 5 décembre 1967 à Accra et mort assassiné le 16 janvier 2019 dans la même ville, est un journaliste ghanéen.

## Biographie
Journaliste d'enquête, membre de l'équipe de la Tiger Eye Private Investigations, dirigée par Anas Aremeyaw Anas, il travaille surtout sur des affaires de corruption au Ghana. À l'été 2018, il dévoile des faits de corruption au sein de la Fédération du Ghana de football, ce qui conduit à la démission et au bannissement à vie de son président, Kwesi Nyantakyi. Peu de temps après, le député Kennedy Agyapong appelle à des représailles contre Ahmed Hussein-Suale.
Il collabore régulièrement avec la BBC, en enquêtant notamment à propos du trafic d'organes humains dans le cadre de rituels magiques au Malawi.

## Mort
Le 16 janvier 2019, alors qu'il rentre en voiture chez lui, il est assassiné de trois coups de feu, deux dans la poitrine et un dans le cou, par des hommes non identifiés circulant sur des motos.